# Cazeaux-de-Larboust
Pour les articles homonymes, voir Cazeaux.
Pour l’article ayant un titre homophone, voir Cazaux.
Cazeaux-de-Larboust (en occitan Casaus) est une commune française située dans le sud-ouest du département de la Haute-Garonne, en région Occitanie. Sur le plan historique et culturel, la commune est dans le pays de Comminges, correspondant à l’ancien comté de Comminges, circonscription de la province de Gascogne située sur les départements actuels du Gers, de la Haute-Garonne, des Hautes-Pyrénées et de l'Ariège.
Exposée à un climat de montagne, elle est drainée par la Neste d'Oô, le Lis, le Portet et par divers autres petits cours d'eau. La commune possède un patrimoine naturel remarquable : trois sites Natura 2000 (les « vallées du Lis, de la Pique et d'Oô », la « haute vallée d'Oô » et la « haute vallée de la Pique ») et trois zones naturelles d'intérêt écologique, faunistique et floristique.
Cazeaux-de-Larboust est une commune rurale qui compte 93 habitants en 2022, après avoir connu un pic de population de 307 habitants en 1831. Elle fait partie de l'aire d'attraction de Bagnères-de-Luchon. Ses habitants sont appelés les Cazeausois ou  Cazeausoises.
Le patrimoine architectural de la commune comprend un immeuble protégé au titre des monuments historiques : l'église Sainte-Anne, classée en 1921.

## Géographie

### Localisation
La commune de Cazeaux-de-Larboust se trouve dans le département de la Haute-Garonne, en région Occitanie et est frontalière avec l'Espagne (Aragon).
Elle se situe à 116 km à vol d'oiseau de Toulouse, préfecture du département, à 37 km de Saint-Gaudens, sous-préfecture, et à 5 km de Bagnères-de-Luchon, bureau centralisateur du canton de Bagnères-de-Luchon dont dépend la commune depuis 2015 pour les élections départementales.
La commune fait en outre partie du bassin de vie de Bagnères-de-Luchon.
Les communes les plus proches sont : 
Castillon-de-Larboust (0,3 km), Billière (0,6 km), Garin (1,2 km), Saint-Aventin (1,3 km), Cathervielle (2,1 km), Benque-Dessous-et-Dessus (2,2 km), Oô (2,2 km), Saint-Paul-d'Oueil (2,7 km).
Sur le plan historique et culturel, Cazeaux-de-Larboust fait partie du pays de Comminges, correspondant à l’ancien comté de Comminges, circonscription de la province de Gascogne située sur les départements actuels du Gers, de la Haute-Garonne, des Hautes-Pyrénées et de l'Ariège.
Cazeaux-de-Larboust est limitrophe de cinq autres communes dont une en Espagne.
Les communes limitrophes sont Billière, Castillon-de-Larboust, Garin et Oô.
| Garin | Billière             |                       |
| Oô    | Cazeaux-de-Larboust, | Castillon-de-Larboust |
|       | Benasque (Espagne)   |                       |

### Géologie et relief
La superficie de la commune est de 1 914 hectares ; son altitude varie de 914  à   3 110 mètres.

### Hydrographie

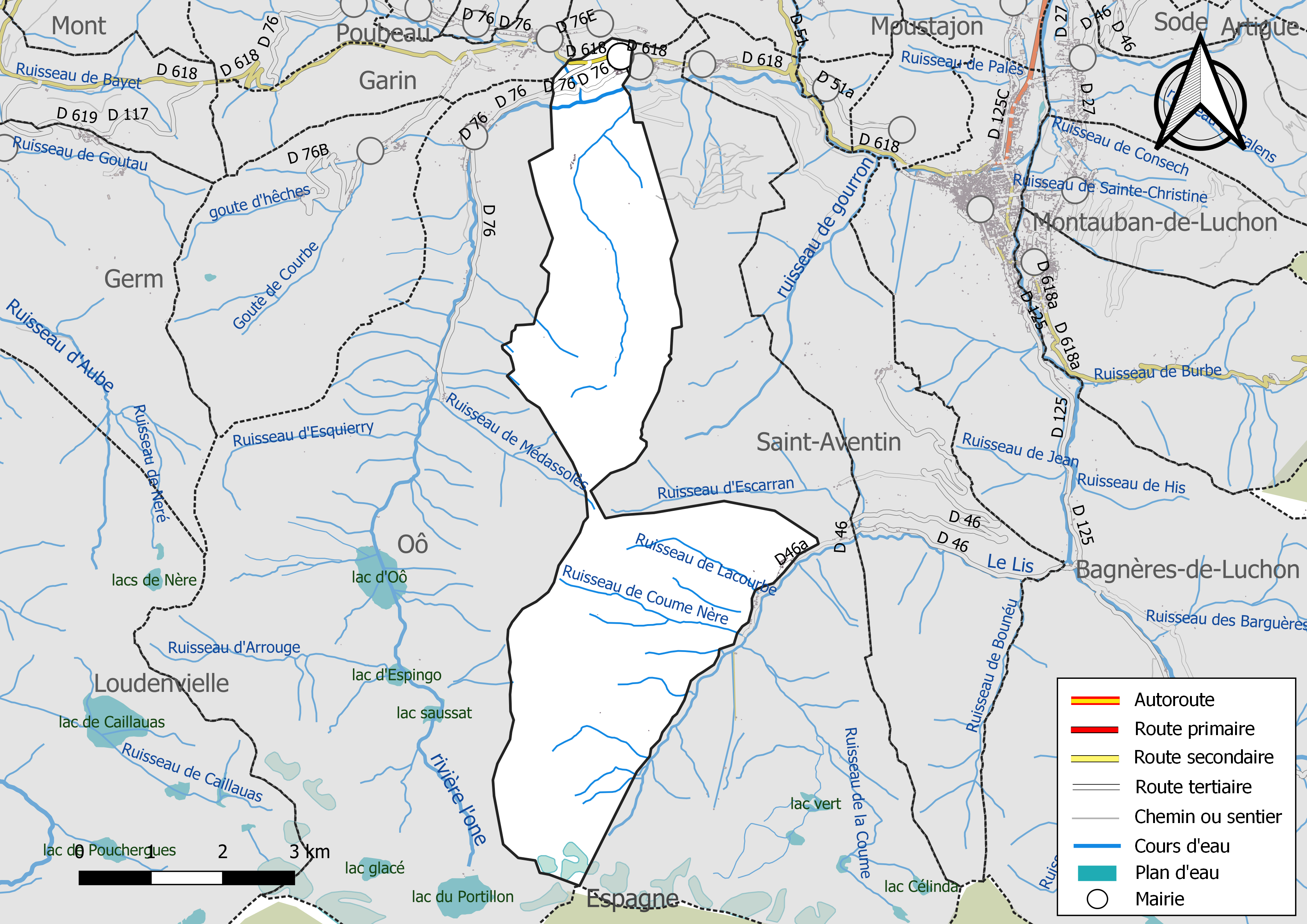
Réseaux hydrographique et routier de Cazeaux-de-Larboust.

La commune est dans le bassin de la Garonne, au sein du bassin hydrographique Adour-Garonne. Elle est drainée par la Neste d'Oô, le Lis, le Portet, le ruisseau de Coume Nère, le ruisseau de Lacourbe, le ruisseau Houradade et par divers petits cours d'eau, constituant un réseau hydrographique de 26 km de longueur totale,.
La Neste d'Oô, d'une longueur totale de 20,9 km, prend sa source dans la commune d'Oô et s'écoule vers le nord puis se réoriente vers l'est. Elle traverse la commune et se jette dans la Pique à Bagnères-de-Luchon, après avoir traversé 7 communes.

### Climat
Pour des articles plus généraux, voir Climat de l'Occitanie et Climat de la Haute-Garonne.
En 2010, le climat de la commune est de type climat de montagne, selon une étude s'appuyant sur une série de données couvrant la période 1971-2000. En 2020, Météo-France publie une typologie des climats de la France métropolitaine dans laquelle la commune est exposée à un climat de montagne ou de marges de montagne et est dans la région climatique Pyrénées centrales, caractérisée par une pluviométrie annuelle de 1 000 à 1 200 mm.
Pour la période 1971-2000, la température annuelle moyenne est de 9,1 °C, avec une amplitude thermique annuelle de 14,3 °C. Le cumul annuel moyen de précipitations est de 1 066 mm, avec 10 jours de précipitations en janvier et 8,1 jours en juillet. Pour la période 1991-2020, la température moyenne annuelle observée sur la station météorologique la plus proche, située sur la commune de Bagnères-de-Luchon à 5 km à vol d'oiseau, est de 11,5 °C et le cumul annuel moyen de précipitations est de 940,5 mm,. Pour l'avenir, les paramètres climatiques de la commune estimés pour 2050 selon différents scénarios d’émission de gaz à effet de serre sont consultables sur un site dédié publié par Météo-France en novembre 2022.

### Milieux naturels et biodiversité

#### Réseau Natura 2000

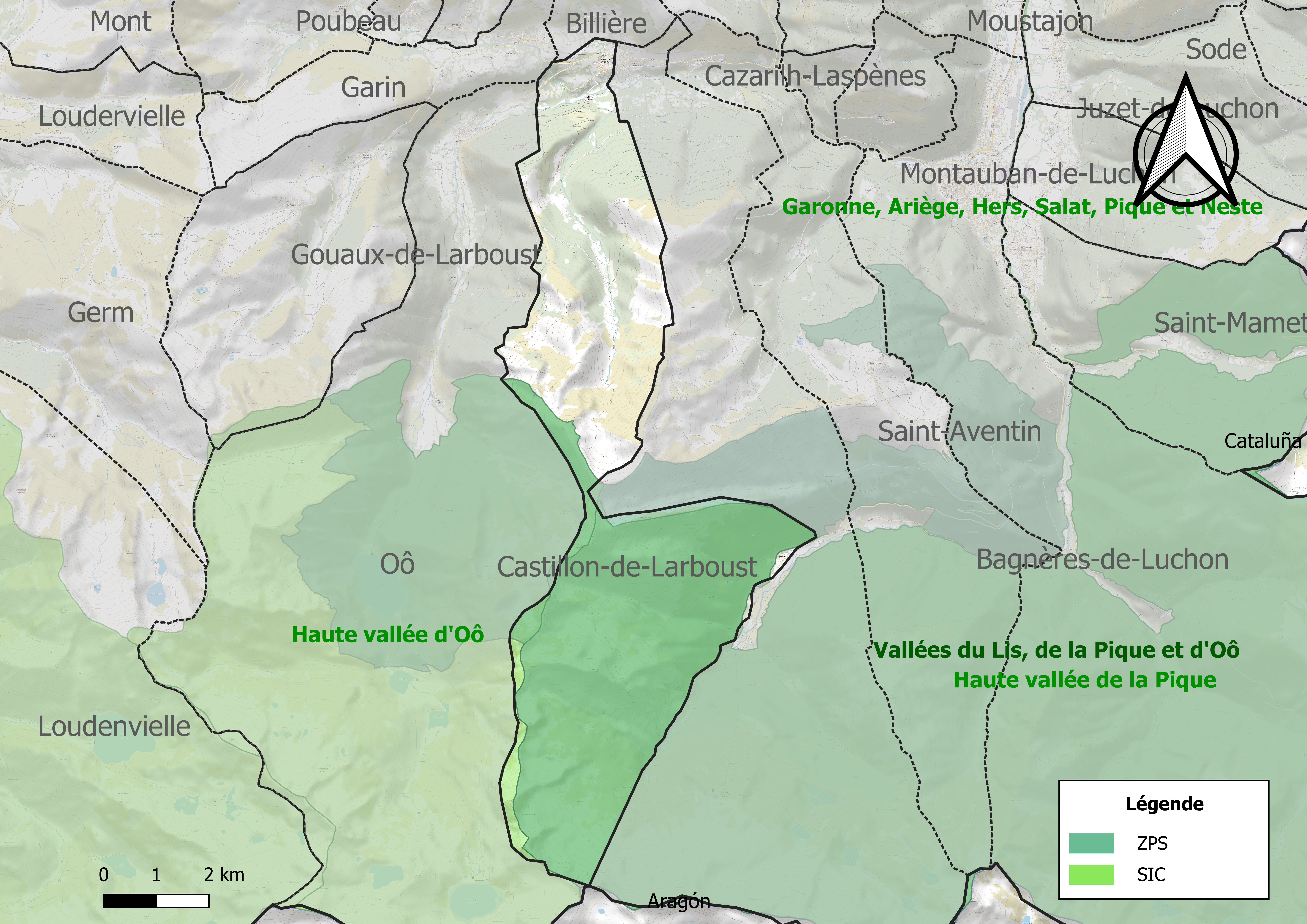
Sites Natura 2000 sur le territoire communal.

Le réseau Natura 2000 est un réseau écologique européen de sites naturels d'intérêt écologique élaboré à partir des directives habitats et oiseaux, constitué de zones spéciales de conservation (ZSC) et de zones de protection spéciale (ZPS).
Deux sites Natura 2000 ont été définis sur la commune au titre de la directive habitats : : 
- la « haute vallée d'Oô », d'une superficie de 3 407 ha, une vallée de haute montagne avec des vallons latéraux, marqués par l'érosion glaciaire. La végétation est caractérisée par une grande richesse des habitats, avec la présence d'espèces de la directive Habitats comme le Desman des Pyrénées et l'Ours brun (réintroduit). Par ailleurs, il existe une faune montagnarde caractéristique notamment de rapaces, d'oiseaux forestiers (pic à dos blanc), ou de mammifères : Chat sauvage par exemple[21].
- la « haute vallée de la Pique », d'une superficie de 8 251 ha, une haute-vallée glaciaire divisée en deux vallons principaux surplombés par une chaîne de sommets dépassant à l'est les 3 000 mètres pour sept d'entre eux, avec la présence de glaciers[22] ;

et un au titre de la directive oiseaux : 
- les « vallées du Lis, de la Pique et d'Oô », d'une superficie de 10 515 ha, hébergeant une avifaune de montagne bien représentée avec treize espèces de l'Annexe 1 se reproduisant sur le site. Parmi ces espèces figurent des populations remarquables pour l'Aigle Royal, la Chouette de Tengmalm, le Grand Tétras, le Lagopède alpin, le Pic à dos blanc, le Gypaète barbu, le Milan Royal et le Faucon pèlerin[23].

#### Zones naturelles d'intérêt écologique, faunistique et floristique

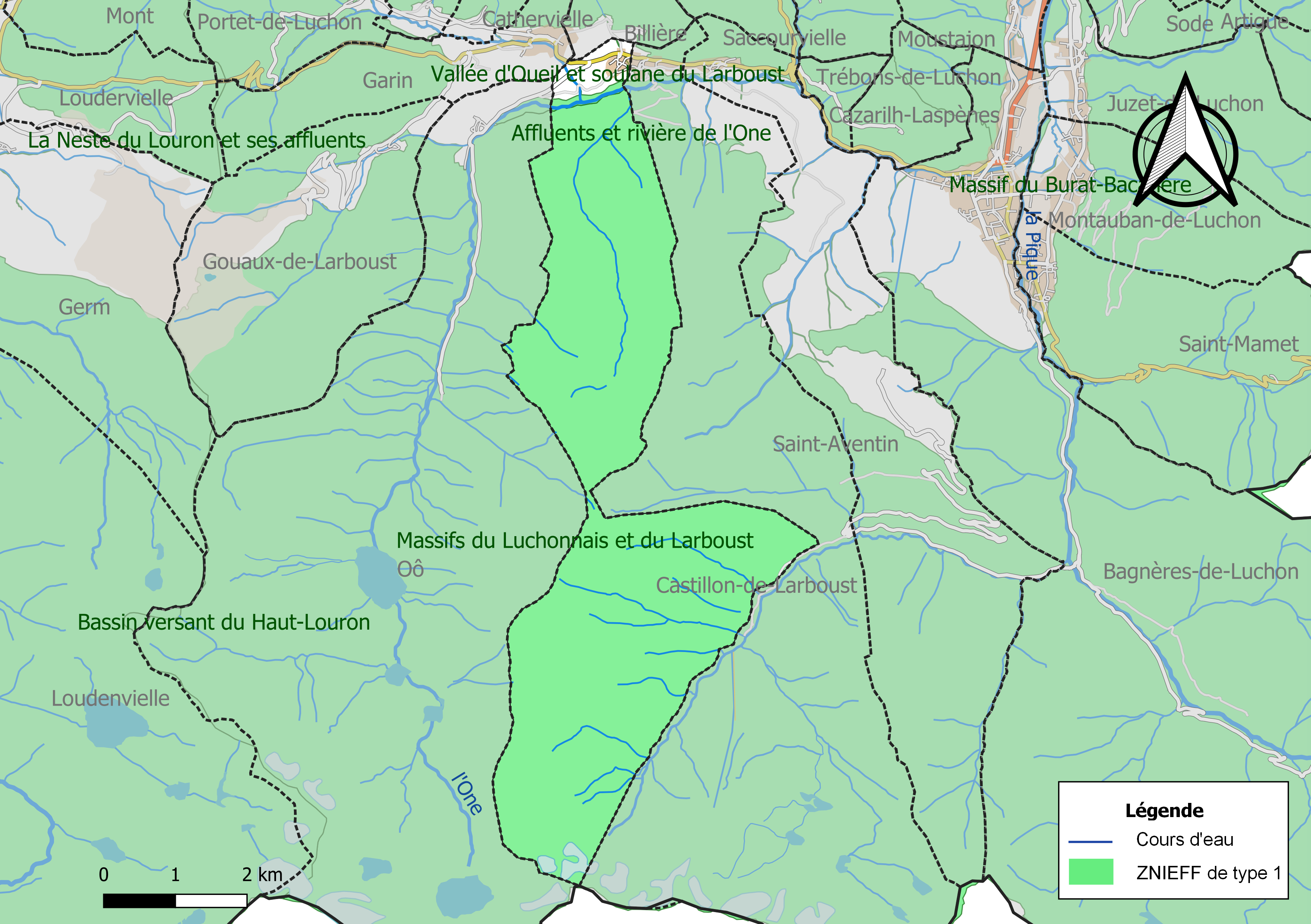
Carte des ZNIEFF de type 1 localisées sur la commune.

L’inventaire des zones naturelles d'intérêt écologique, faunistique et floristique (ZNIEFF) a pour objectif de réaliser une couverture des zones les plus intéressantes sur le plan écologique, essentiellement dans la perspective d’améliorer la connaissance du patrimoine naturel national et de fournir aux différents décideurs un outil d’aide à la prise en compte de l’environnement dans l’aménagement du territoire.
Deux ZNIEFF de type 1 sont recensées sur la commune :
les « affluents et rivière de l'One » (61 ha), couvrant 12 communes du département et 
les « massifs du Luchonnais et du Larboust » (16 267 ha), couvrant 13 communes dont dix dans la Haute-Garonne et trois dans les Hautes-Pyrénées
et une ZNIEFF de type 2, : 
la « Haute montagne en Haute-Garonne » (33 294 ha), couvrant 49 communes dont 41 dans la Haute-Garonne et huit dans les Hautes-Pyrénées.

## Urbanisme

### Typologie
Au 1er janvier 2024, Cazeaux-de-Larboust est catégorisée commune rurale à habitat dispersé, selon la nouvelle grille communale de densité à sept niveaux définie par l'Insee en 2022.
Elle est située hors unité urbaine. Par ailleurs la commune fait partie de l'aire d'attraction de Bagnères-de-Luchon, dont elle est une commune de la couronne,. Cette aire, qui regroupe 44 communes, est catégorisée dans les aires de moins de 50 000 habitants,.

### Occupation des sols
L'occupation des sols de la commune, telle qu'elle ressort de la base de données européenne d’occupation biophysique des sols Corine Land Cover (CLC), est marquée par l'importance des forêts et milieux semi-naturels (97,1 % en 2018), une proportion identique à celle de 1990 (97,1 %). La répartition détaillée en 2018 est la suivante : 
milieux à végétation arbustive et/ou herbacée (47,8 %), forêts (26,1 %), espaces ouverts, sans ou avec peu de végétation (23,2 %), prairies (2,4 %), zones urbanisées (0,5 %). L'évolution de l’occupation des sols de la commune et de ses infrastructures peut être observée sur les différentes représentations cartographiques du territoire : la carte de Cassini (XVIIIe siècle), la carte d'état-major (1820-1866) et les cartes ou photos aériennes de l'IGN pour la période actuelle (1950 à aujourd'hui).

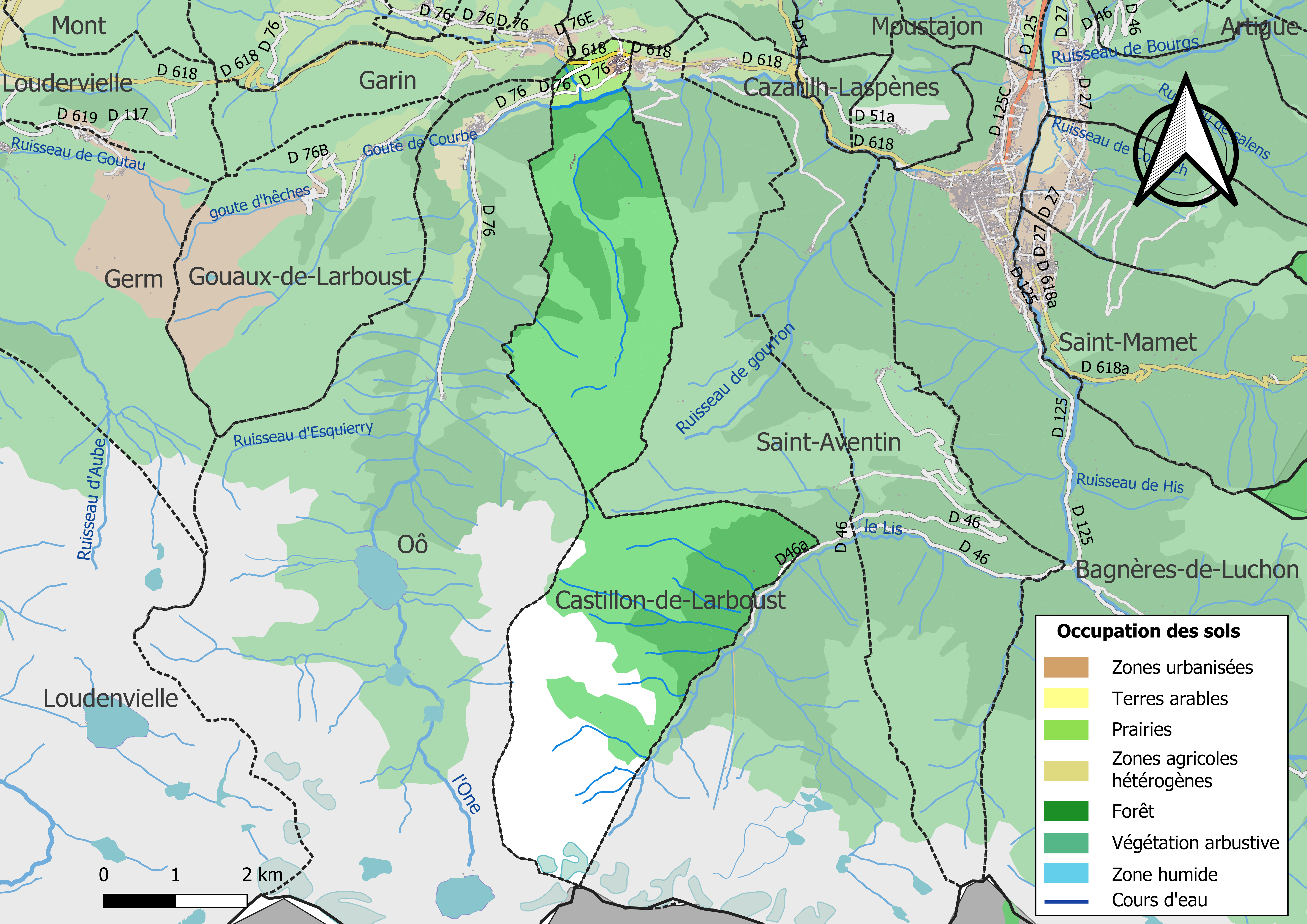
Carte des infrastructures et de l'occupation des sols de la commune en 2018 (CLC).

### Voies de communication et transports
Accès par l'autoroute A64 sortie no 17 puis la route départementale 125c, et avec le réseau Arc-en-ciel ainsi qu'en gare de Luchon située sur la ligne de Montréjeau à Luchon.

### Risques majeurs
Le territoire de la commune de Cazeaux-de-Larboust est vulnérable à différents aléas naturels : météorologiques (tempête, orage, neige, grand froid, canicule ou sécheresse), inondations, feux de forêts, mouvements de terrains, avalanche  et séisme (sismicité moyenne). Il est également exposé à un risque technologique, la rupture d'un barrage, et à un risque particulier : le risque de radon. Un site publié par le BRGM permet d'évaluer simplement et rapidement les risques d'un bien localisé soit par son adresse soit par le numéro de sa parcelle.

#### Risques naturels
Certaines parties du territoire communal sont susceptibles d’être affectées par le risque d’inondation par débordement de cours d'eau, notamment la Neste d'Oô. La commune a été reconnue en état de catastrophe naturelle au titre des dommages causés par les inondations et coulées de boue survenues en 1982, 1999, 2009 et 2013,.
Un plan départemental de protection des forêts contre les incendies a été approuvé par arrêté préfectoral du 25 septembre 2006. Cazeaux-de-Larboust est exposée au risque de feu de forêt du fait de la présence sur son territoire du massif des Pyrénées. Il est ainsi défendu aux propriétaires de la commune et à leurs ayants droit de porter ou d’allumer du feu dans l'intérieur et à une distance de 200 mètres des bois, forêts, plantations, reboisements ainsi que des landes. L’écobuage est également interdit, ainsi que les feux de type méchouis et barbecues, à l’exception de ceux prévus dans des installations fixes (non situées sous couvert d'arbres) constituant une dépendance d'habitation,

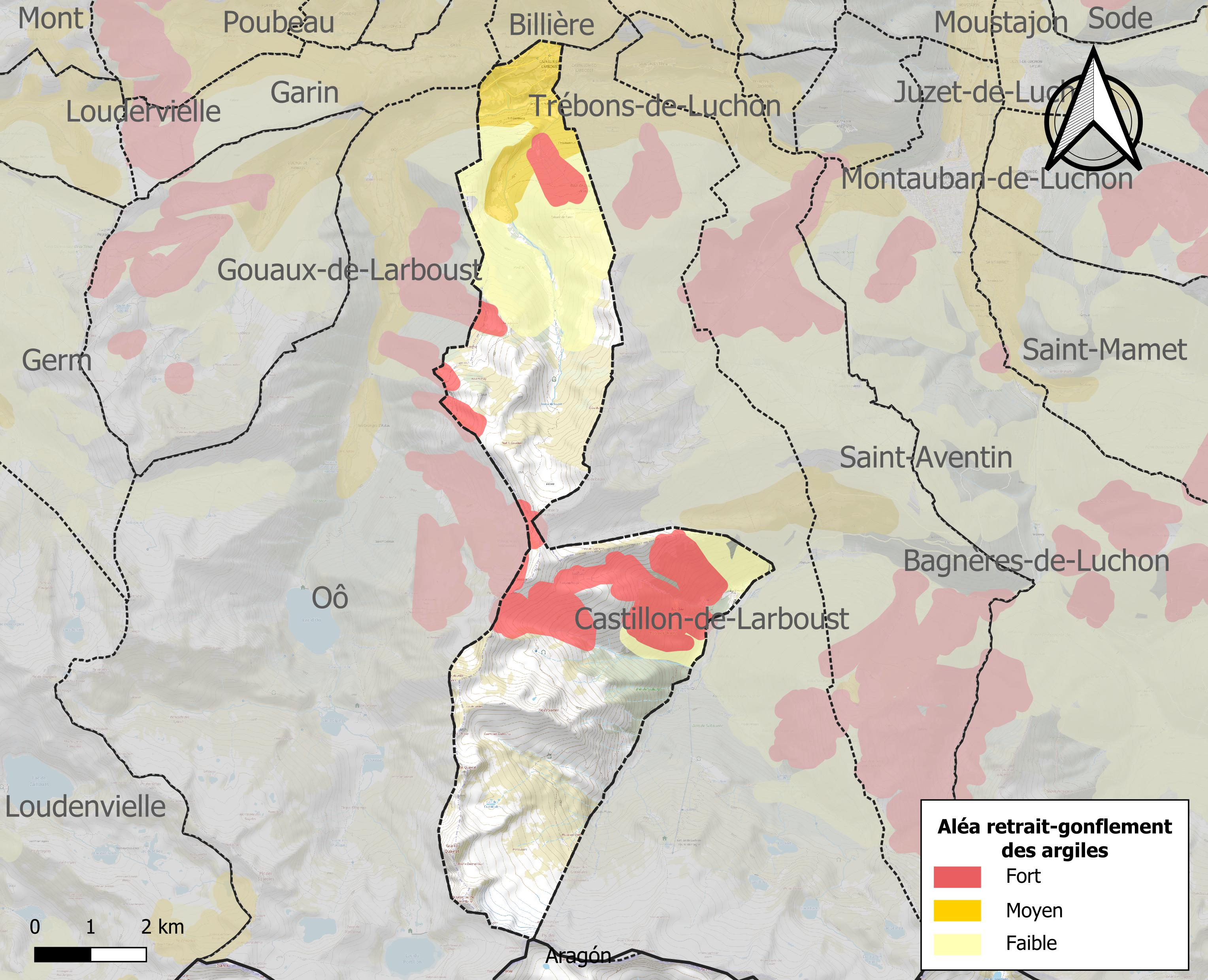
Carte des zones d'aléa retrait-gonflement des sols argileux de Cazeaux-de-Larboust.

La commune est vulnérable au risque de mouvements de terrains constitué principalement du retrait-gonflement des sols argileux. Cet aléa est susceptible d'engendrer des dommages importants aux bâtiments en cas d’alternance de périodes de sécheresse et de pluie. 23,4 % de la superficie communale est en aléa moyen ou fort (88,8 % au niveau départemental et 48,5 % au niveau national). Sur les 104 bâtiments dénombrés sur la commune en 2019, 77 sont en aléa moyen ou fort, soit 74 %, à comparer aux 98 % au niveau départemental et 54 % au niveau national. Une cartographie de l'exposition du territoire national au retrait gonflement des sols argileux est disponible sur le site du BRGM,.
Par ailleurs, afin de mieux appréhender le risque d’affaissement de terrain, l'inventaire national des cavités souterraines permet de localiser celles situées sur la commune.
Concernant les mouvements de terrains, la commune a été reconnue en état de catastrophe naturelle au titre des dommages causés par des mouvements de terrain en 1999.

#### Risques technologiques
La commune est en outre située en aval du barrage du Portillon sur la Neste d'Oô. À ce titre elle est susceptible d’être touchée par l’onde de submersion consécutive à la rupture de cet ouvrage.

#### Risque particulier
Dans plusieurs parties du territoire national, le radon, accumulé dans certains logements ou autres locaux, peut constituer une source significative d’exposition de la population aux rayonnements ionisants. Certaines communes du département sont concernées par le risque radon à un niveau plus ou moins élevé. Selon la classification de 2018, la commune de Cazeaux-de-Larboust est classée en zone 3, à savoir zone à potentiel radon significatif.

## Toponymie
Le terme « cazaux« avait aux Xe et XIe siècles en Gascogne le sens de « habitat groupé ».

## Politique et administration

### Administration municipale
Le nombre d'habitants au recensement de 2011 étant compris entre 0 et 99, le nombre de membres du conseil municipal pour l'élection de 2014 est de sept,.

### Rattachements administratifs et électoraux
Commune faisant partie de la huitième circonscription de la Haute-Garonne, de la communauté de communes des Pyrénées Haut-Garonnaises et du canton de Bagnères-de-Luchon avant le 1er janvier 2017 Cazeaux-de-Larboust faisait partie de la communauté de communes du Pays de Luchon.

### Liste des maires
| Période                                  | Période               | Identité         | Étiquette | Qualité     |
| ---------------------------------------- | --------------------- | ---------------- | --------- | ----------- |
| mars 1977                                | mars 2019             | Jean Mengarduque | DVD       | Retraité    |
| mars 2019                                | (mars 2020) juin 2020 | Francis Ader     |           | Agriculteur |
| juin 2020                                | En cours              | Simon Escole     |           |             |
| Les données manquantes sont à compléter. |                       |                  |           |             |

## Population et société

### Démographie
L'évolution du nombre d'habitants est connue à travers les recensements de la population effectués dans la commune depuis 1793. Pour les communes de moins de 10 000 habitants, une enquête de recensement portant sur toute la population est réalisée tous les cinq ans, les populations de référence des années intermédiaires étant quant à elles estimées par interpolation ou extrapolation. Pour la commune, le premier recensement exhaustif entrant dans le cadre du nouveau dispositif a été réalisé en 2007.

En 2022, la commune comptait 93 habitants, en évolution de −1,06 % par rapport à 2016 (Haute-Garonne : +8,02 %, France hors Mayotte : +2,11 %).
| 1793 | 1800 | 1806 | 1821 | 1831 | 1836 | 1841 | 1846 | 1851 |
| ---- | ---- | ---- | ---- | ---- | ---- | ---- | ---- | ---- |
| 270  | 217  | 198  | 228  | 307  | 306  | 287  | 301  | 291  |

| 1856 | 1861 | 1866 | 1872 | 1876 | 1881 | 1886 | 1891 | 1896 |
| ---- | ---- | ---- | ---- | ---- | ---- | ---- | ---- | ---- |
| 300  | 263  | 259  | 255  | 238  | 217  | 220  | 213  | 205  |

| 1901 | 1906 | 1911 | 1921 | 1926 | 1931 | 1936 | 1946 | 1954 |
| ---- | ---- | ---- | ---- | ---- | ---- | ---- | ---- | ---- |
| 197  | 179  | 174  | 142  | 128  | 115  | 114  | 113  | 126  |

| 1962 | 1968 | 1975 | 1982 | 1990 | 1999 | 2006 | 2007 | 2012 |
| ---- | ---- | ---- | ---- | ---- | ---- | ---- | ---- | ---- |
| 97   | 89   | 62   | 65   | 72   | 81   | 90   | 91   | 95   |

| 2017 | 2022 | - | - | - | - | - | - | - |
| ---- | ---- | - | - | - | - | - | - | - |
| 97   | 93   | - | - | - | - | - | - | - |

| selon la population municipale des années : | 1968 | 1975 | 1982 | 1990 | 1999 | 2006 | 2009 | 2013 |
| Rang de la commune dans le département      | 572  | 570  | 579  | 567  | 568  | 568  | 570  | 569  |
| Nombre de communes du département           | 592  | 582  | 586  | 588  | 588  | 588  | 589  | 589  |

### Enseignement
Cazeaux-de-Larboust fait partie de l'académie de Toulouse.

### Culture et festivités
Panthéon pyrénéen,

### Activités sportives
Chasse, randonnée pédestre,

### Écologie et recyclage
La collecte et le traitement des déchets des ménages et des déchets assimilés ainsi que la protection et la mise en valeur de l'environnement se font dans le cadre de la communauté de communes du Pays de Luchon.

#### Protection environnementale
La zone Natura 2000 de la Haute Vallée de la Pique est classé en zone spéciale de conservation (en référence à la Directive Habitats) depuis 2007, avec une superficie de 8 251 hectares, elle s'étend sur une partie de la commune de Cazeaux-de-Larboust.
La zone Natura 2000 des Vallées du Lis, de la Pique et d'Oô est classé en zone de protection spéciale (en référence à la Directive Oiseaux) depuis 2006, avec une superficie de 10 515 hectares, elle s'étend sur une partie de la commune de Cazeaux-de-Larboust.
Ces deux zones Natura 2000 se superposent sur une grande partie de leur superficie.
La zone Natura 2000 de la Haute vallée d'Oô est classé en zone spéciale de conservation (en référence à la Directive Habitats) depuis 2007, avec une superficie de 3 407 hectares, elle s'étend sur une partie de la commune de Cazeaux-de-Larboust.
La zone Natura 2000 de la Haute vallée d'Oô se superpose aussi avec la zone Natura 2000 des Vallées du Lis, de la Pique et d'Oô.

## Économie

### Emploi
|                | 2008   | 2013  | 2018  |
| -------------- | ------ | ----- | ----- |
| Commune        | 10,6 % | 4,5 % | 1,8 % |
| Département    | 7,7 %  | 9,6 % | 9,3 % |
| France entière | 8,3 %  | 10 %  | 10 %  |

En 2018, la population âgée de 15 à 64 ans s'élève à 58 personnes, parmi lesquelles on compte 75 % d'actifs (73,2 % ayant un emploi et 1,8 % de chômeurs) et 25 % d'inactifs,. En  2018, le taux de chômage communal (au sens du recensement) des 15-64 ans est inférieur à celui de la France et du département, alors qu'en 2008 la situation était inverse.
La commune fait partie de la couronne de l'aire d'attraction de Bagnères-de-Luchon, du fait qu'au moins 15 % des actifs travaillent dans le pôle,. Elle compte 22 emplois en 2018, contre 9 en 2013 et 15 en 2008. Le nombre d'actifs ayant un emploi résidant dans la commune est de 43, soit un indicateur de concentration d'emploi de 50,3 % et un taux d'activité parmi les 15 ans ou plus de 50,6 %.
Sur ces 43 actifs de 15 ans ou plus ayant un emploi, 7 travaillent dans la commune, soit 17 % des habitants. Pour se rendre au travail, 88,1 % des habitants utilisent un véhicule personnel ou de fonction à quatre roues, 2,4 % les transports en commun, 7,1 % s'y rendent en deux-roues, à vélo ou à pied et 2,4 % n'ont pas besoin de transport (travail au domicile).

### Activités hors agriculture
11 établissements sont implantés  à Cazeaux-de-Larboust au 31 décembre 2019.
Le secteur de l'administration publique, l'enseignement, la santé humaine et l'action sociale est prépondérant sur la commune puisqu'il représente 45,5 % du nombre total d'établissements de la commune (5 sur les 11 entreprises implantées  à Cazeaux-de-Larboust), contre 16,6 % au niveau départemental.

### Agriculture
|               | 1988 | 2000 | 2010 | 2020 |
| ------------- | ---- | ---- | ---- | ---- |
| Exploitations | 7    | 6    | 4    | 1    |
| SAU (ha)      | 102  | 39   | 37   | 86   |

La commune est dans les « Pyrénées centrales », une petite région agricole occupant le sud du département de la Haute-Garonne, massif montagneux où s’étagent les vallées profondes, la forêt et les zones intermédiaires, les estives. En 2020, l'orientation technico-économique de l'agriculture  sur la commune est l'élevage de bovins, pour la viande. Une seule  exploitation agricole ayant son siège dans la commune est recensée lors du recensement agricole de 2020 (sept en 1988). La superficie agricole utilisée est de 86 ha,,.

## Culture locale et patrimoine

### Lieux et monuments
- L’église Sainte-Anne, classée monument historique en 1921[57], est décorée de fresques classées[58] du XVe siècle dues à deux peintres, un peintre local et un autre, catalan. Elles ont été badigeonnées en 1790, puis redécouvertes en 1893 par le peintre décorateur de Bagnères-de-Luchon, Bertrand Bernard[59].
Les fresques de l'abside représentent l'Assomption de la Vierge. Les trois fresques du mur de droite représentent la Naissance d’Ève, le Péché originel et Adam et Ève chassés du Paradis. Les fresques du mur de gauche, elles, représentent le Couronnement de la Vierge et saint Jean-Baptiste prêchant[60] et le Jugement dernier. À l'extérieur, un cippe funéraire gallo-romain a été encastré au-dessus du linteau de la porte d'entrée[61].
- Le gouffre d'Enfer et la cascade d'Enfer, situés sur le ruisseau d'Enfer, marquent la limite entre la commune et celle de Castillon-de-Larboust.
- Col de Peyresourde

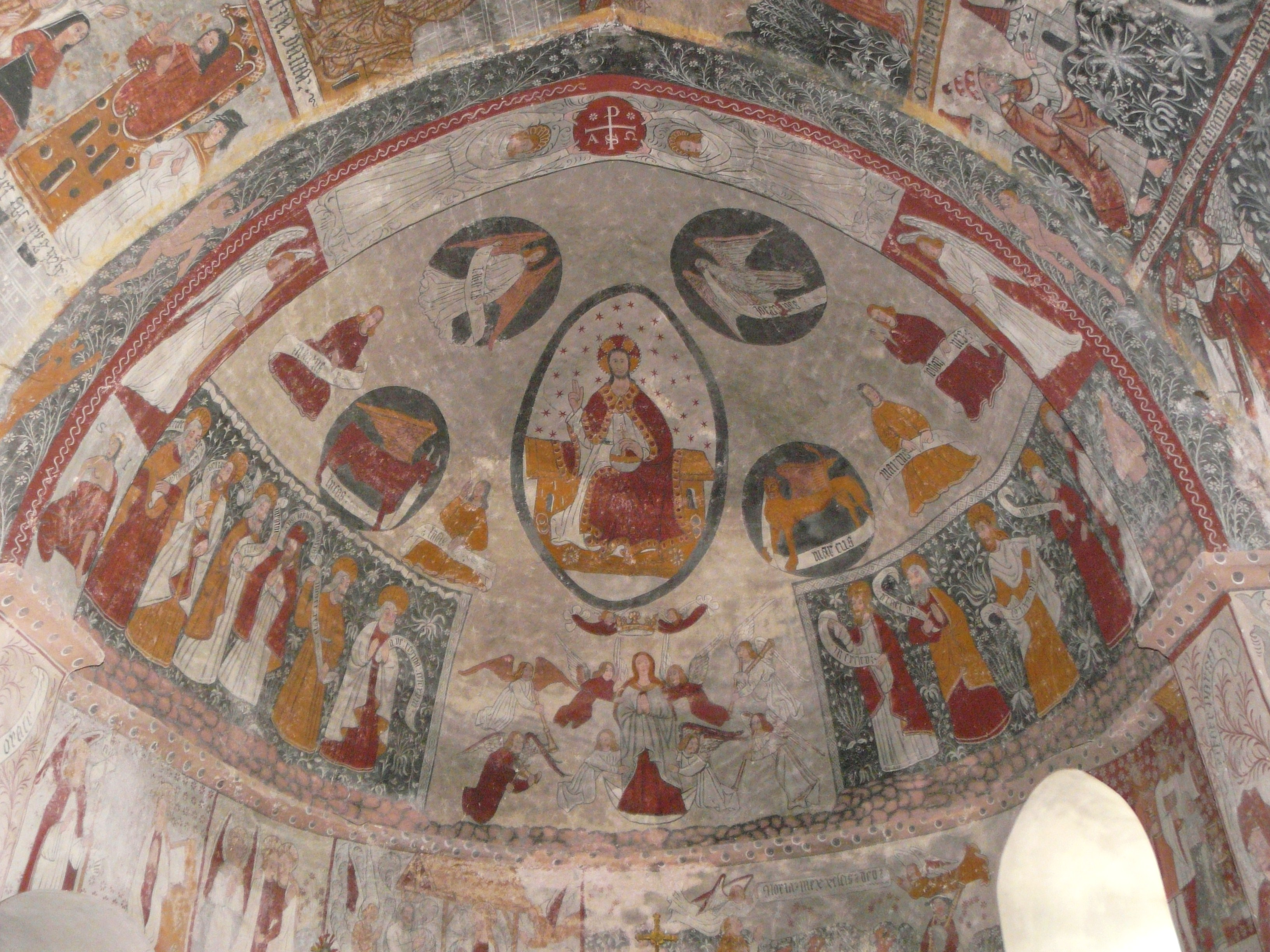
Les fresques de l'abside de l'église.
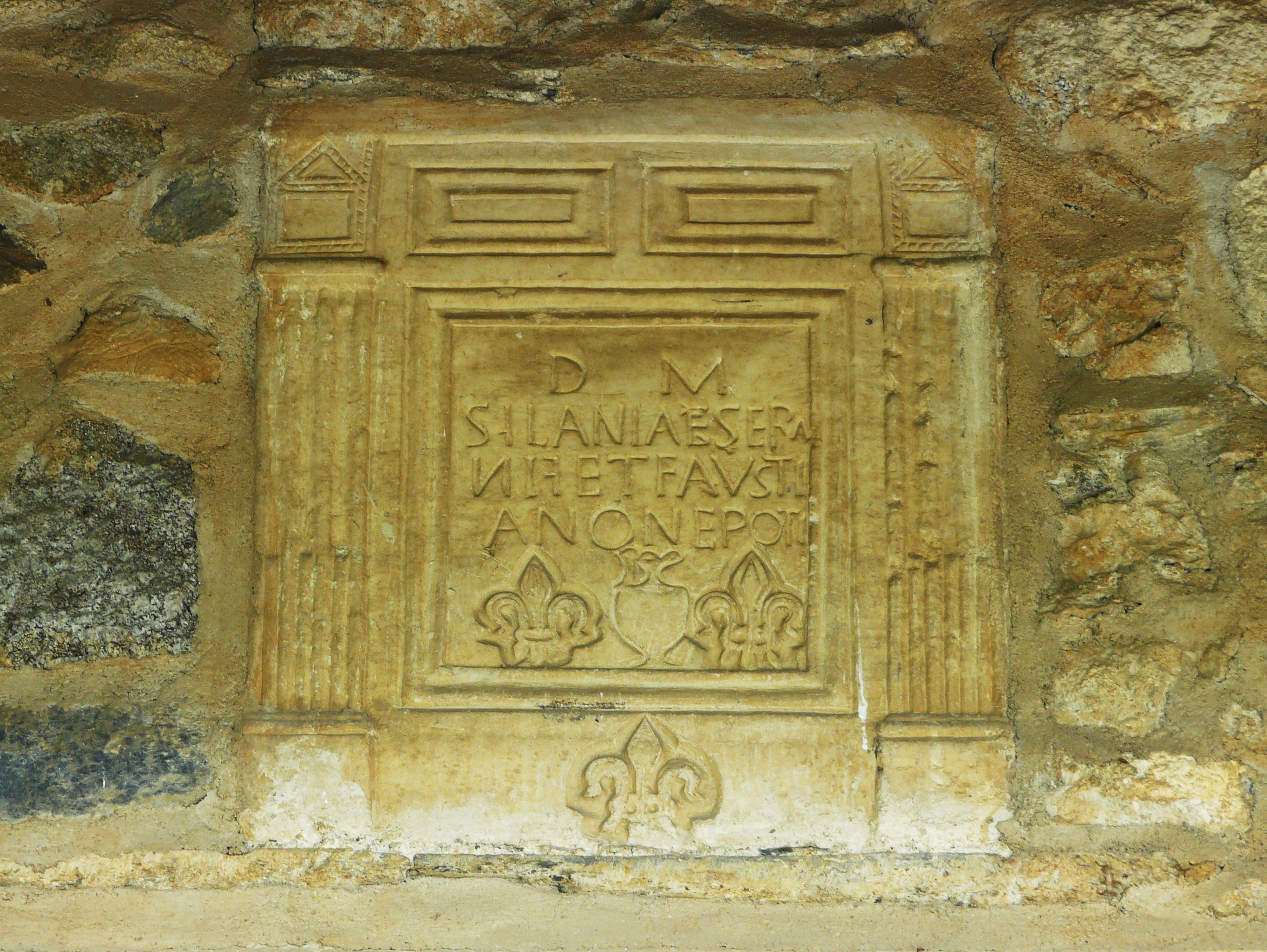
Cippe funéraire gallo-romain.
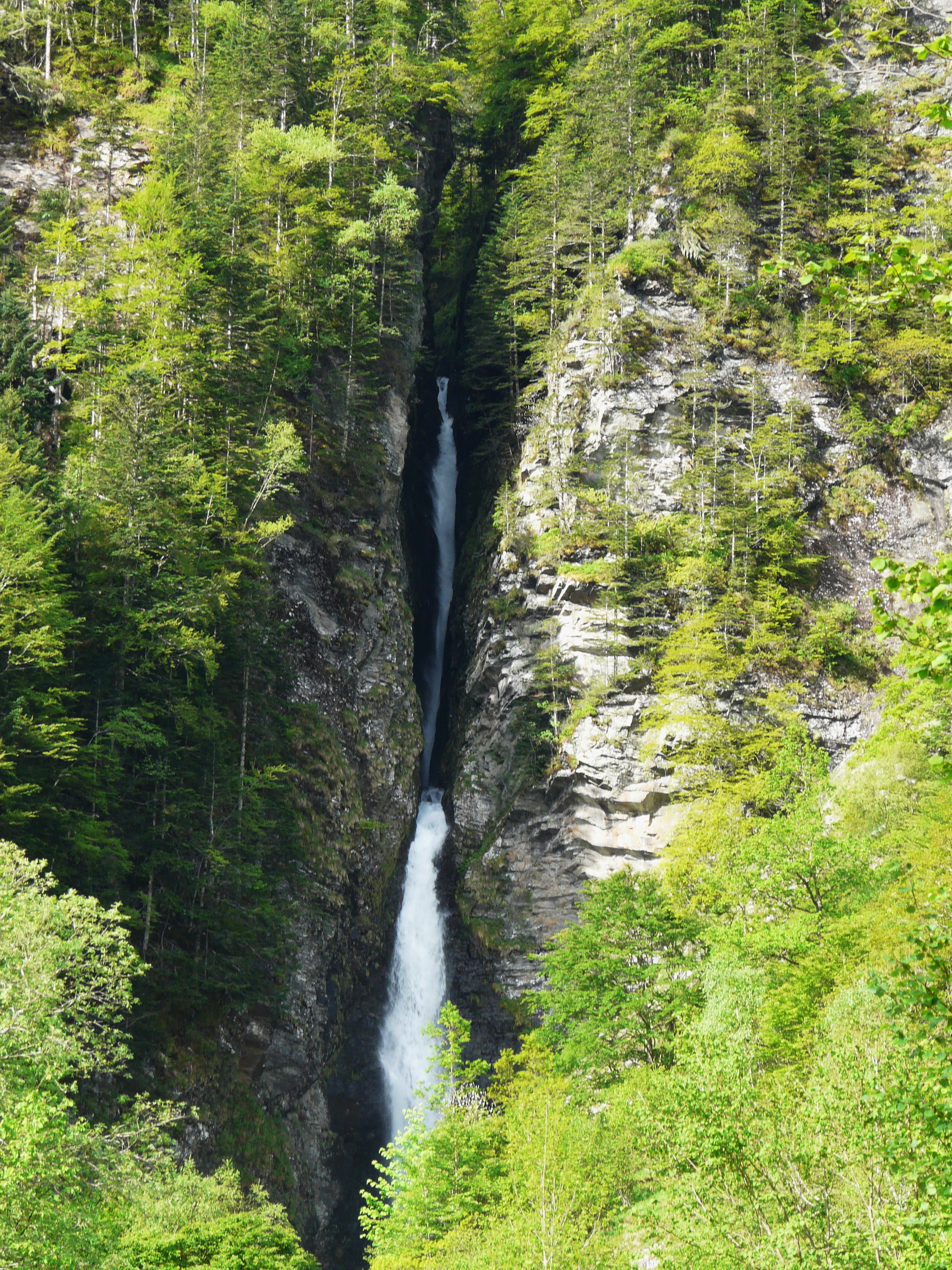
La cascade d'Enfer.
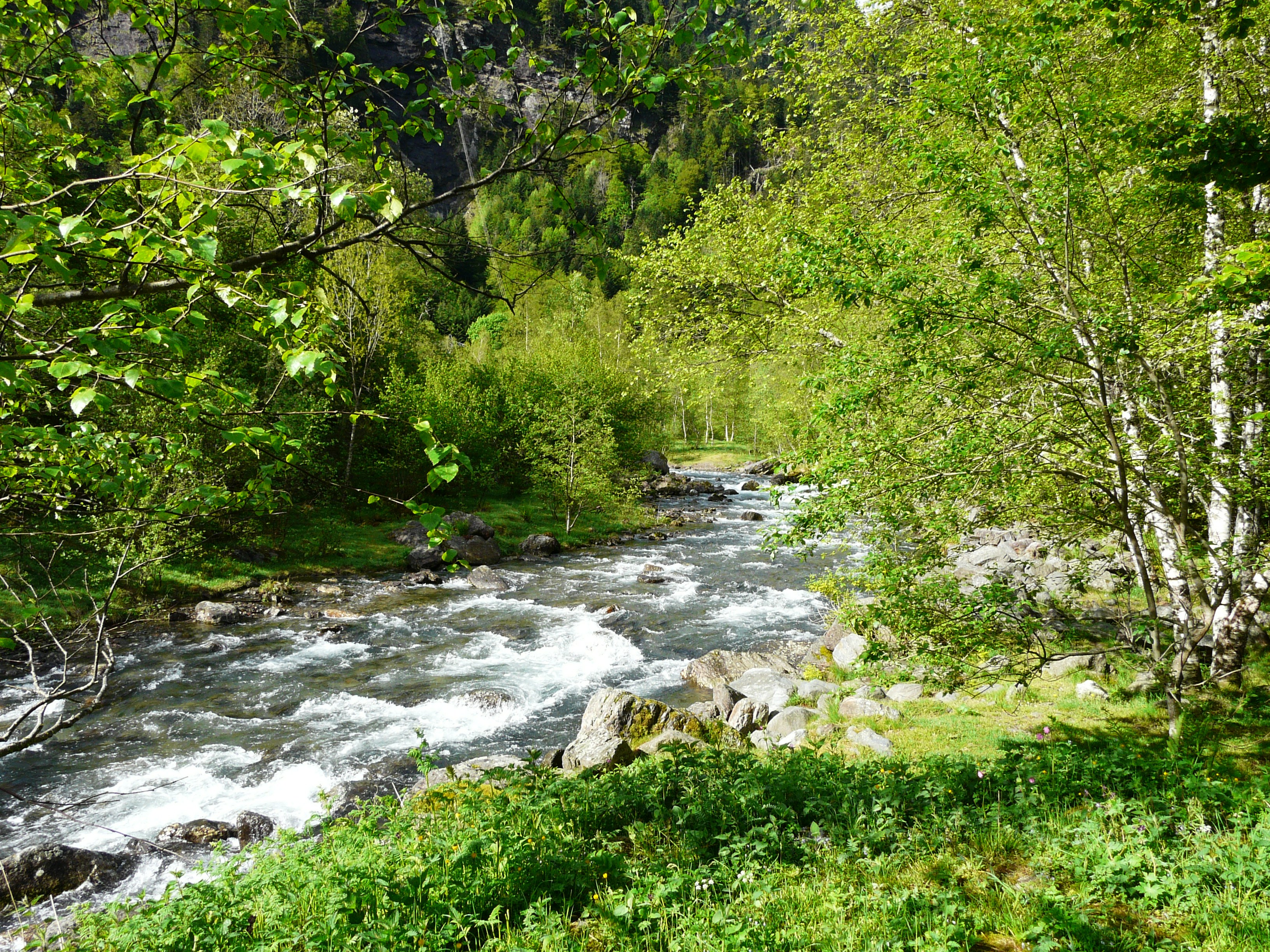
Le Lis sert de limite entre Cazeaux-de-Larboust et Castillon-de-Larboust.

### Personnalités liées à la commune
- Emmanuelle Duboc, née le 1er janvier 1980, médaille d'argent aux championnats du monde de snowboard 2001 dans la catégorie boarder cross.